# FK Žalgiris

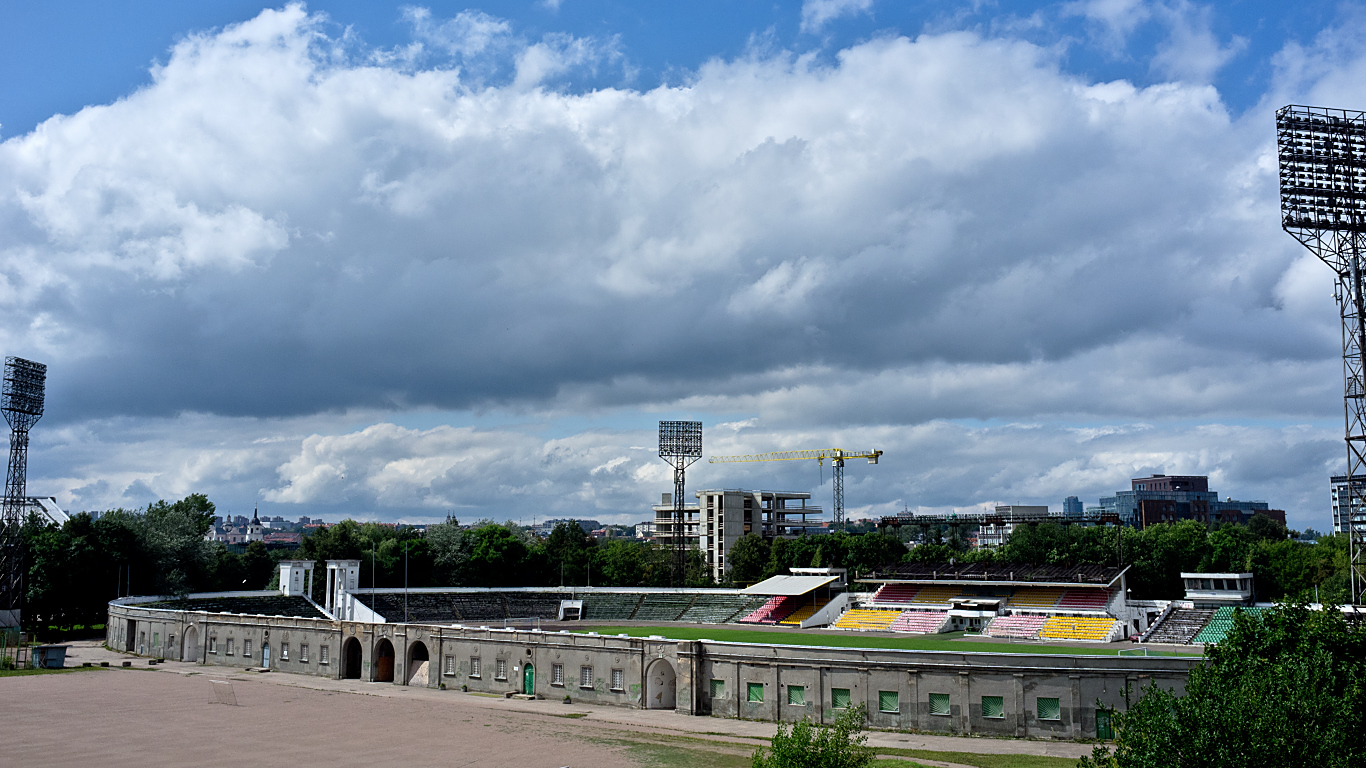
Stadion Žalgiris, obiekt klubu w latach 1948-2011

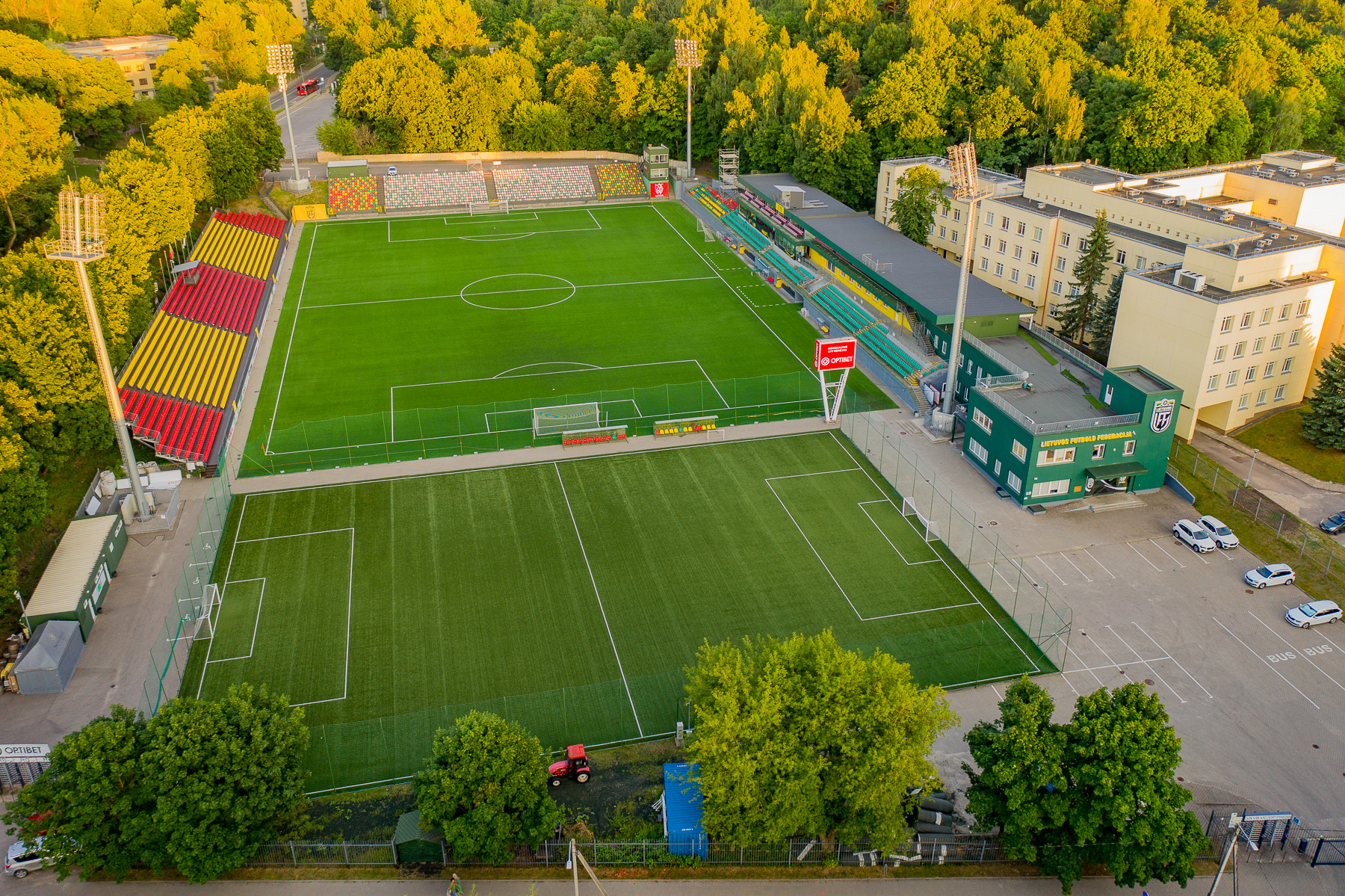
Aktualny stadion klubu

FK Žalgiris (lit. Futbolo klubas „Žalgiris”) – litewski klub piłkarski z siedzibą w Wilnie. Nazwa upamiętnia bitwę pod Grunwaldem (Žalgiris to po litewsku Grunwald).

## Historia
Chronologia nazw:
- 1946: Žalgiris Wilno
- 1947: Dinamo Wilno
- 1948–1961: Spartakas Wilno
- 1962–1992: Žalgiris Wilno
- 1993–1994: Žalgiris-EBSW
- 1995–2009: FK Žalgiris
- 2009: założony VMFD Žalgiris
- od 25 listopada 2015: FK Žalgiris

Klub został założony w 1946 roku.

## Osiągnięcia
- Mistrzostwo ZSRR:

brązowy medalista: 1987
- Mistrzostwo Krajów Bałtyckich:

mistrz: 1990
- Mistrzostwo Litwy:

mistrz: 1991, 1992, 1999 (w), 2013, 2014, 2015, 2016, 2020, 2021, 2022, 2024
wicemistrz: 1993, 1994, 1995, 1997, 1998, 1999 (j), 2000, 2011, 2012, 2017, 2018, 2019, 2023
brązowy medalista: 1990, 1996, 2001, 2010
- Puchar Litwy:

zdobywca: 1991, 1993, 1994, 1997, 2003 (j), 2012, 2013, 2014, 2016 (w), 2016 (o), 2018, 2021, 2022
finalista: 1990, 1992, 1995, 2000, 2001
- Superpuchar Litwy:

zdobywca: 2003, 2013, 2014, 2015, 2016, 2017, 2020, 2023
finalista: 2019, 2020, 2021

## Bilans ligowy od sezonu 2009
| Sezon | Div. | Liga       | Pozycja | Źródło | Uwagi  |
| ----- | ---- | ---------- | ------- | ------ | ------ |
| 2009  | 2.   | Pirma lyga | 6.      | [ 2 ]  | Awans  |
| 2010  | 1.   | A lyga     | 3.      | [ 3 ]  |        |
| 2011  | 1.   | A lyga     | 2.      | [ 4 ]  |        |
| 2012  | 1.   | A lyga     | 2.      | [ 5 ]  |        |
| 2013  | 1.   | A lyga     | 1.      | [ 6 ]  | Mistrz |
| 2014  | 1.   | A lyga     | 1.      | [ 7 ]  | Mistrz |
| 2015  | 1.   | A lyga     | 1.      | [ 8 ]  | Mistrz |
| 2016  | 1.   | A lyga     | 1.      | [ 9 ]  | Mistrz |
| 2017  | 1.   | A lyga     | 2.      | [ 10 ] |        |
| 2018  | 1.   | A lyga     | 2.      | [ 11 ] |        |
| 2019  | 1.   | A lyga     | 2.      | [ 12 ] |        |
| 2020  | 1.   | A lyga     | 1.      | [ 13 ] | Mistrz |
| 2021  | 1.   | A lyga     | 1.      | [ 14 ] | Mistrz |
| 2022  | 1.   | A lyga     | 1.      | [ 15 ] | Mistrz |
| 2023  | 1.   | A lyga     | 2.      | [ 16 ] |        |
| 2024  | 1.   | A lyga     | 1.      | [ 17 ] | Mistrz |

## Miejsca w ligach krajowych
- 2018 – 2. miejsce – A Lyga
- 2017 – 2. miejsce – A Lyga
- 2016 – 1. miejsce – A Lyga
- 2015 – 1. miejsce – A Lyga
- 2014 – 1. miejsce – A Lyga
- 2013 – 1. miejsce – A Lyga
- 2012 – 2. miejsce – A lyga
- 2011 – 2. miejsce – A lyga
- 2010 – 3. miejsce – A lyga
- 2009 – 6. miejsce – I lyga (awans do A lygi)
- 2008 – 5. miejsce – A lyga (spadek do I lygi, nieotrzymanie licencji)
- 2007 – 4. miejsce – A lyga
- 2006 – 4. miejsce – A lyga
- 2005 – 8. miejsce – A lyga
- 2004 – 4. miejsce – A lyga
- 2003 – 4. miejsce – A lyga
- 2002 – 4. miejsce – A lyga
- 2001 – 3. miejsce – A lyga
- 2000 – 2. miejsce – A lyga
- 1999 – 2. miejsce – A lyga
- 1998 – 1. miejsce – A lyga
- 1997 – 2. miejsce – A lyga
- 1996 – 2. miejsce – A lyga
- 1995 – 3. miejsce – A lyga
- 1994 – 2. miejsce – A lyga
- 1993 – 2. miejsce – A lyga
- 1992 – 1. miejsce – A lyga
- 1991 – 1. miejsce – A lyga
- 1990 – 3. miejsce – A lyga
- 1989 – 4. miejsce – Wyższa Liga ZSRR (przejście do nowo utworzonej ligi litewskiej A lyga)
- 1988 – 5. miejsce – Wyższa Liga ZSRR
- 1987 – 3. miejsce – Wyższa Liga ZSRR
- 1986 – 8. miejsce – Wyższa Liga ZSRR
- 1985 – 7. miejsce – Wyższa Liga ZSRR
- 1984 – 9. miejsce – Wyższa Liga ZSRR
- 1983 – 5. miejsce – Wyższa Liga ZSRR
- 1982 – 1. miejsce – Pierwaja liga ZSRR (awans do Wyższej Ligi ZSRR)

## Skład w sezonie 2025
Stan na 18 lutego 2025 (alyga.lt)
| Nr | Poz. | Piłkarz             |
| -- | ---- | ------------------- |
| 1  | BR   | Carlos Olses        |
| 22 | PO   | Ovidijus Verbickas  |
| 28 | BR   | Kristupas Menčiūnas |

| Nr | Poz. | Piłkarz               |
| -- | ---- | --------------------- |
| 81 | NA   | Meinardas Mikulėnas   |
| 95 | BR   | Gaudentas Ralys       |
| 99 | PO   | Gustas Jarusevičius   |
|    | OB   | Giedrius Matulevičius |
|    | PO   | Nemanja Mihajlović    |
|    | NA   | Armin Hodžić          |
|    | PO   | Dino Salčinovic ✔️    |
|    | OB   | Mohamed Youla ✔️      |
|    | PO   | Kassim Hadji ✔️       |
|    | PO   | Nedas Klimavičius ✔️  |

## Žalgiris B (Žalgiris 2 Wilno, i Žalgiris 3 Wilno), FK Žalgirietis
Drugi zespół Žalgiris B Wilno występuje w A lyga Rezerw, a trzeci zespół Žalgiris 3 Wilno gra w I lyga – drugi poziom rozgrywkowy na Litwie.

## Znani gracze
- Igoris Pankratjevas (1983–1989)
- Arminas Narbekovas (1983–1990)
- Valdas Ivanauskas (1984, 1986–1989)
- Robertas Fridrikas (1985–1989)
- Gintaras Staučė (1987)
- Donatas Vencevičius (1991–1996)
- Tomas Žvirgždauskas (1991–1995)
- Edgaras Jankauskas (1991–1996)
- Aurelijus Skarbalius (1992–1994)
- Andrius Skerla (1995–1996, 2012–2014)
- Igoris Morinas (1996–1998, 2003–2009, 2010–2011)
- Deividas Šemberas (1996–1998, 2013–2015)
- Žydrūnas Karčemarskas (1998, 2001)
- Robertas Poškus (1999)
- Ernestas Šetkus (2005–2008)
- Pawieł Komołow (2010–2015)
- Jakub Wilk (2013, 2014–2015)
- Darvydas Šernas (2015, 2017–2018)
- Marius Žaliūkas (2016)
- Andrija Kaluđerović (2016)
- Saulius Mikoliūnas (2016–2023)
- Mahamane Traoré (2017)
- Liviu Antal (2017–2020; 2024–)